# Concepción de María
Concepción de María è un comune dell'Honduras facente parte del dipartimento di Choluteca.
Il comune è stato istituito nel 1852.